# 5 juin 1959
Le vendredi 5 juin 1959 est le 156e jour de l'année 1959.

## Naissances
- Corinne Bertani, femme politique monégasque
- Corinne Cosseron, formatrice professionnelle en « rigologie »
- Gianluca Roda, pilote automobile
- Glenn Ella, joueur de rugby australien
- Jean-François Bonnel, musicien de jazz français
- Jean Garrigues, historien français
- Jesper Worre, coureur cycliste danois
- Mark Ella, joueur de rugby
- Mirosław Graf, sportif et homme politique polonais
- Philippe Amouyel, enseignant-chercheur
- Rob Harrison, athlète britannique
- Werner Schildhauer, athlète allemand
- Wilfried Vandaele, politicien belge

## Décès
- Harry Harris (né le 18 novembre 1880), boxeur américain

## Événements
- Découverte de l'astéroïde (4183) Cuno
- Fin du tour de Colombie 1959